# In the present - Live from Lyon
In the present – Live from Lyon is een livealbum van Yes.

## Inleiding
Opnamen vonden plaats op 1 december 2009 toen Yes optrad in het Bourse de Travail in Lyon. Yes hield in 2008/2009 een tournee onder de noemer In the present, die in Nederland in de Waerdse Tempel in Heerhugowaard neerstreek. Voor die tournee, die zou verricht worden onder de naam "Steve Howe, Chris Squire and Alan White of Yes", probeerde Steve Howe weer een versie van Yes op de been te brengen; de tournee werd gedaan in het kader van veertig jaar Yes. Beoogd zanger Jon Anderson en toetsenist Rick Wakeman zagen zo’n lange concertreis niet (meer) zitten en daarop benaderde Howe Benoit David en Oliver Wakeman. Die laatste kreeg in het traject twee teleurstellingen te verwerken. Hij had graag met Jon Anderson gemusiceerd en stelde als muziekproducent voor het volgende studioalbum Trevor Horn voor. Horn koos echter voor Geoff Downes en Oliver Wakeman kon vertrekken. In the present is dus voor beide heren een unicum; Davids enige livealbum met Yes, Wakemans enige vastgelegde deelname binnen Yes op beginnende opnamen van Fly from here (pas in 2019 uitgebracht onder de titel From a page).  
De tournee vormde de aanloop tot het studioalbum Fly from here, uitgegeven in 2011. De uitgave van het livealbum volgde pas daarna. 
Opvallend is dat er weliswaar veertig jaar Yes werd gevierd; het recentste lied op het album is de hit uit 1983 Owner of a Lonely Heart.
Beide albums werden gestoken in een hoes ontworpen door Roger Dean. De eindmix werd verzorgd door Karl Groom van Threshold. Er zijn geen album noteringen bekend van dit album.

## Musici
- Benoit David - zang
- Steve Howe - gitaren, zang
- Chris Squire - basgitaar, zang
- Oliver Wakeman - toetsinstrumenten
- Alan White - drumstel

## Muziek
| Nr. | Titel                                                                                  | Duur  |
| --- | -------------------------------------------------------------------------------------- | ----- |
| 1.  | Siberian Khatru (Jon Anderson, Steve Howe, Rick Wakeman)                               | 10:39 |
| 2.  | I've Seen All Good People (Jon Anderson, Chris Squire)                                 | 7:17  |
| 3.  | Tempus Fugit (Geoff Downes, Trevor Horn, Steve Howe, Chris Squire, Alan White)         | 6:05  |
| 4.  | Onward (Chris Squire)                                                                  | 4:38  |
| 5.  | Astral traveller (Jon Anderson)                                                        | 8:49  |
| 6.  | Yours Is No Disgrace (Jon Anderson, Bill Bruford, Steve Howe, Tony kaye, Chris Squire) | 13:23 |
| 7.  | And you and I (Jon Anderson, Bill Bruford, Steve Howe, Chris Squire)                   | 11:27 |
| 8.  | Corkscrew (Steve Howe (soloptreden))                                                   | 3:49  |

| Nr. | Titel                                                                             | Duur  |
| --- | --------------------------------------------------------------------------------- | ----- |
| 1.  | Owner of a Lonely Heart (Jon Anderson, Trevor Horn, Trevor Rabin, Chris Squire)   | 6;05  |
| 2.  | South side of the sky (Jon Anderson, Chris Squire)                                | 10:44 |
| 3.  | Machine Messiah (Geoff Downes, Trevor Horn, Steve Howe, Chris Squire, Alan White) | 11:41 |
| 4.  | Heart of the sunride (Jon Anderson, Bill Bruford, Chris Squire)                   | 11:43 |
| 5.  | Roundabout (Jon Anderson, Steve Howe)                                             | 9:35  |
| 6.  | Starship trooper (Jon Anderson, Steve Howe, Chris Squire)                         | 13:08 |

Het dubbelalbum ging gepaard met de dvd Yes live documentary door Philippe Nicolet.